# Exacum penninerve
Exacum penninerve är en gentianaväxtart som beskrevs av J. Klackenberg. Exacum penninerve ingår i släktet Exacum och familjen gentianaväxter. Inga underarter finns listade i Catalogue of Life.